# 11 Batalion Rozpoznania Radioelektronicznego

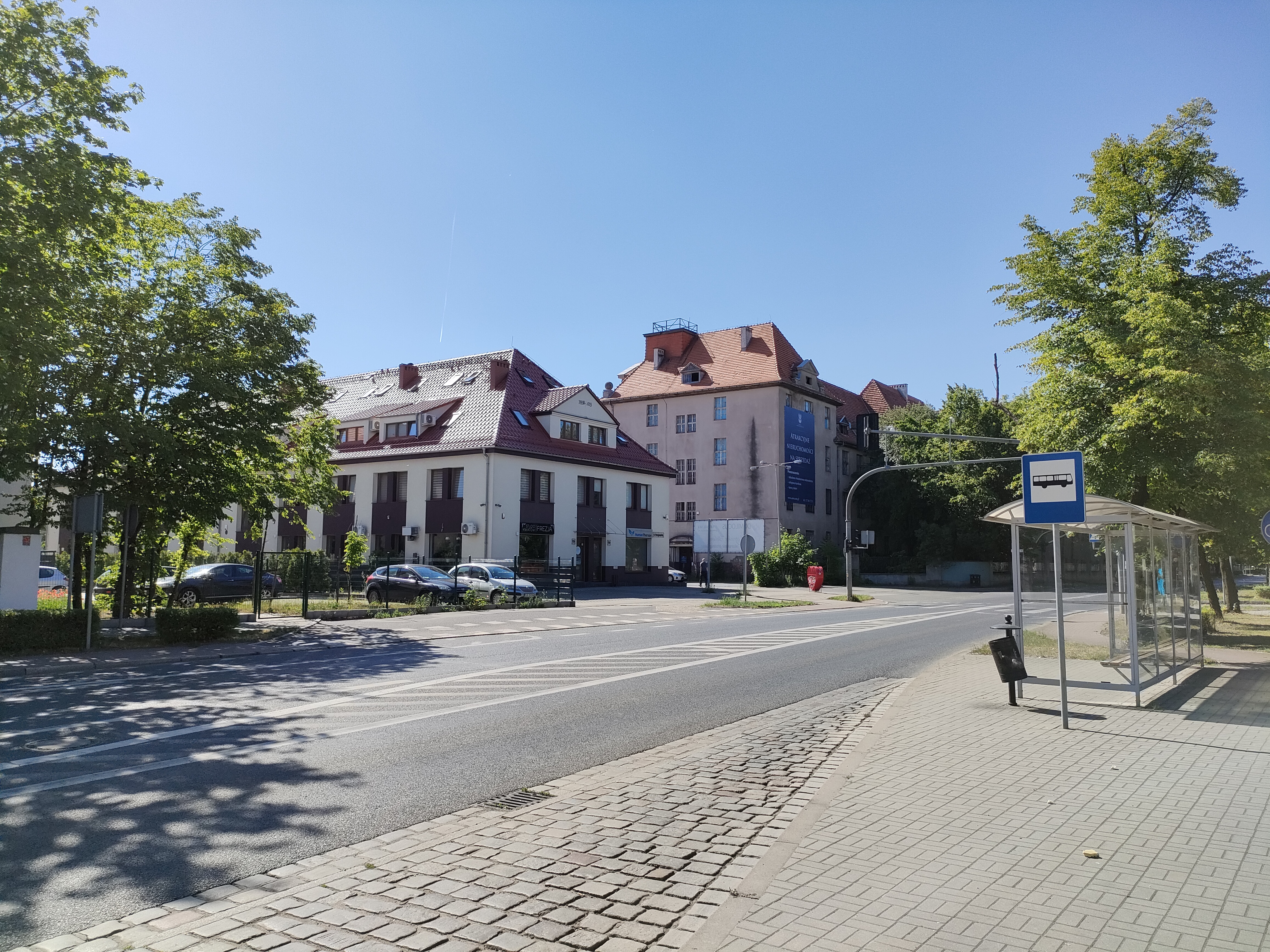
Budynek nr 3 i nr 2 dawnej Wartownik i Sztabu JW 3182. Widok z Alei Rzeczypospolitej

11 Batalion Rozpoznania Radioelektronicznego  (11 Batalion Rozpoznania Radioelektrycznego (1967–1998), 11 Pułk Radioelektryczny (1998–2001), 11 Batalion Walki Radioelektronicznej (2001–2007)) – jednostka rozpoznawcza Wojska Polskiego szczebla armijnego (okręgowego).
Stacjonował w Zgorzelcu. Podporządkowany dowódcy Śląskiego Okręgu Wojskowego.Przeformowany w pułk i w 1998 przeniesiony do Legnicy, gdzie został skoszarowany w obiektach po Centralnym Ośrodku Szkolenia Wojsk Łączności. Tam został rozwiązany 8 czerwca 2007 roku, czym przerwano 62-letnią obecność Wojska Polskiego w Legnicy.

## Organizacja batalionu[6]
- dowództwo i sztab
- kompania rozpoznania radiowego
- kompania rozpoznania radioelektronicznego
- kompania rozpoznania systemów radiolokacyjnych
- kompania łączności
- pluton zaopatrzenia
- pluton remontowy
- pluton medyczny

## Dowódcy
Dowódcy Jednostki:
- Ppłk Zenon Lewandowski 1967–1972
- Ppłk Jerzy Jaworski 1972–1983
- Płk Edward Więckowski 1983–2001
- Ppłk dypl. Stanisław Gorzelańczyk 2001–2007 (ostatni etatowy dowódca JW 3182)
- Mjr Zbigniew Nowak 2007–2008 (likwidator jednostki, a wcześniej zastępca jej dowódcy)[8]